# Forest Hill (Luisiana)
Forest Hill es una villa ubicada en la parroquia de Rapides en el estado estadounidense de Luisiana. En el Censo de 2010 tenía una población de 818 habitantes y una densidad poblacional de 95,94 personas por km².

## Geografía
Forest Hill se encuentra ubicada en las coordenadas 31°3′2″N 92°31′30″O / 31.05056, -92.52500. Según la Oficina del Censo de los Estados Unidos, Forest Hill tiene una superficie total de 8.53 km², de la cual 8.44 km² corresponden a tierra firme y (1.06%) 0.09 km² es agua.

## Demografía
Según el censo de 2010, había 818 personas residiendo en Forest Hill. La densidad de población era de 95,94 hab./km². De los 818 habitantes, Forest Hill estaba compuesto por el 61.98% blancos, el 3.55% eran afroamericanos, el 0.61% eran amerindios, el 0.37% eran asiáticos, el 0% eran isleños del Pacífico, el 31.91% eran de otras razas y el 1.59% pertenecían a dos o más razas. Del total de la población el 42.91% eran hispanos o latinos de cualquier raza.